# Schmigadoon!
Schmigadoon! est une série télévisée musicale comique américaine en douze épisodes d'environ 29 minutes créée par Cinco Paul et Ken Daurio, et diffusée entre le 16 juillet 2021 et le 3 mai 2023 sur Apple TV+. Toutes les chansons sont écrites par Cinco Paul qui est également showrunner.

## Synopsis
Un couple en randonnée découvre une ville magique appelée Schmigadoon qui est dans une comédie musicale de l'âge d'or, ils découvrent alors qu'ils ne peuvent pas partir tant qu'ils n'ont pas trouvé le véritable amour. Le titre et le concept sont une parodie de la comédie musicale Brigadoon de Broadway de 1947.

## Distribution

### Acteurs principaux
- Cecily Strong (VF : Ingrid Donnadieu (dialogues) ; Mathilde de Carné (chant)) : Melissa
- Keegan-Michael Key (VF : Serge Faliu) : Josh
- Alan Cumming (VF : Pierre Tessier) : Aloysius Menlove, le maire
- Fred Armisen (VF : Thierry Wermuth) : Howard Layton
- Kristin Chenoweth (VF : Barbara Tissier (dialogues) ; Agnès Pat' (chant)) : Mildred Layton
- Aaron Tveit (VF : Damien Boisseau (dialogues) ; Bastien Jacquemart (chant)) : Danny Bailey
- Dove Cameron (VF : Edwige Lemoine) : Betsy
- Ariana DeBose (VF : Alice Taurand (dialogues) ; Cylia Assohou (chant)) : Emma Tate
- Jaime Camil (VF : Yann Peira (dialogues) ; Emmanuel Moire (chant)) : Dr Lopez
- Jane Krakowski (VF : Céline Monsarrat (dialogues) ; Sandrine Seubille (chant)) : La Comptesse / Bobbie
- Ann Harada (VF : Véronique Alycia (dialogues) ; Christine Bonnard (chant)) : Florence Menlove
- Martin Short : Leprechaun
- Titus Burgess (VF : Jean-Michel Vaubien) : le narrateur

### Invités
- Peppermint : Madame Vina
- Kevin McNulty (VF : Philippe Vincent (dialogues) ; Olivier Constantin (chant)) : Le fermier McDonough
- Timothy Webber : Marv

 Source et légende : version française (VF) sur RS Doublage

#### Version française
- Studio : Dubbing Brothers
- Direction artistique : Christophe Lemoine
- Adaptation : Émilie Pannetier, Blandine Gaydon
- Direction/adaptation musicale : Georges Costa
- Ingénieur du son : Pascal Grande, Simon Terrason
- Mixage : Laurent Cherel
- Chargée de production : Maureen Langain

Source : carton de doublage

## Production

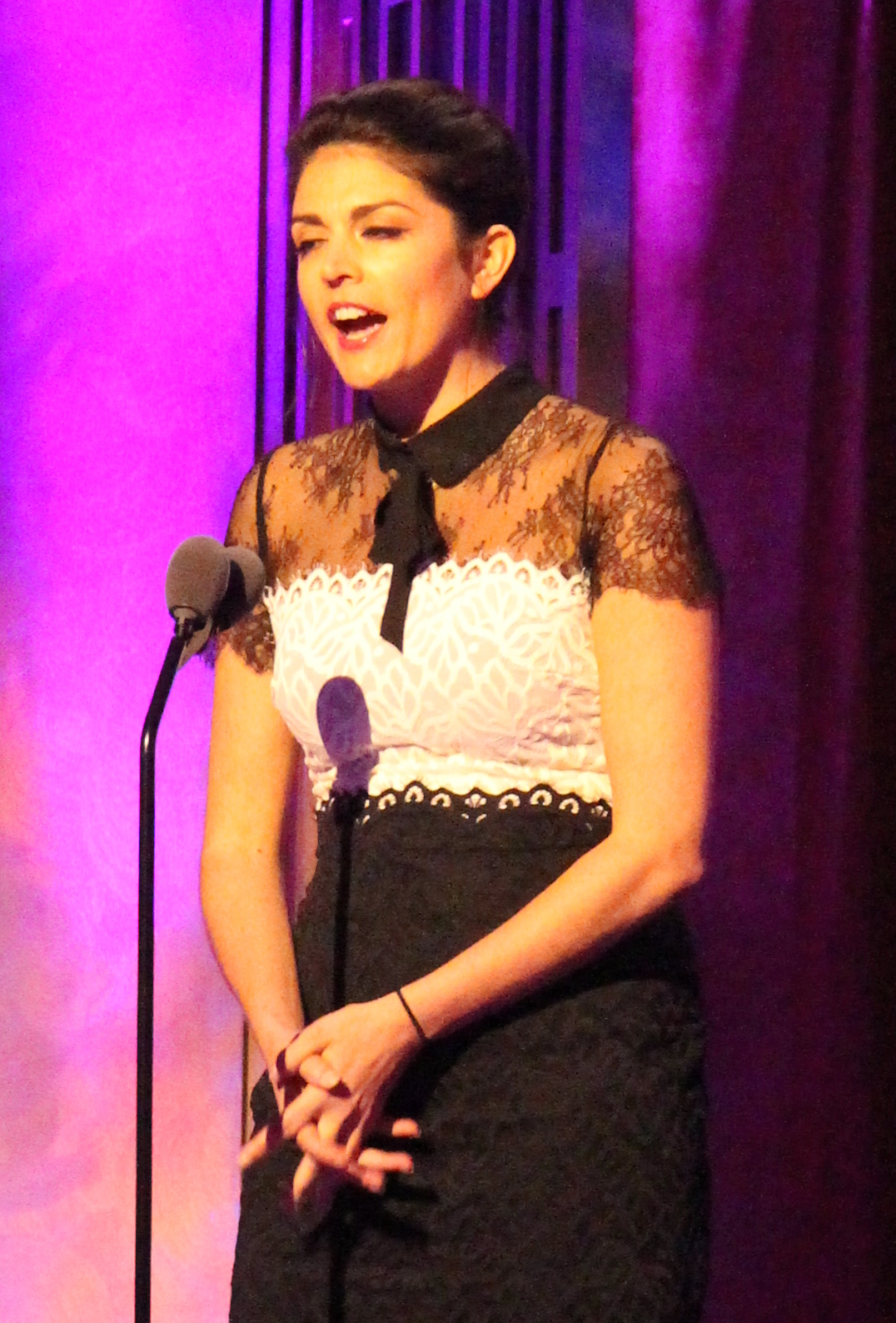
Cecily Strong à la 74e édition des Peabody Awards

### Développement
Il a été annoncé en janvier 2020 que Cecily Strong est productrice du programme et Ken Daurio est producteur conseillé et scénariste. Cinco Paul a écrit toute la musique originale de la série et en est également showrunner, et Barry Sonnenfeld est réalisateur et producteur exécutif de la série. 
Andrew Singer et Lorne Michaels sont quant à eux producteurs pour le compte de Broadway Video.
En plus de Cinco Paul et Ken Daurio, Allison Silverman, Julie Klausner, Kate Gersten et Bowen Yang sont également scénaristes de la série. La première saison a été écrite à l'été 2019.
Le renouvellement pour une seconde saison est annoncé 10 juin 2022,, selon Allociné elle sera également composée de six épisodes.
Le 18 janvier 2024, la série est annulée.

### Attribution des rôles
Il a été annoncé en janvier 2020 que Cecily Strong devait jouer dans une série commandé par Apple TV+. En octobre, Keegan-Michael Key, Alan Cumming, Fred Armisen, Kristin Chenoweth, Aaron Tveit, Dove Cameron, Ariana DeBose, Jaime Camil, Jane Krakowski et Ann Harada ont été ajoutés à la distribution.
Apple TV+ dévoile le 10 juin 2022 que Tituss Burgess et Patrick Page se joignent à la distribution pour la seconde saison.

### Tournage
Le tournage a commencé à Vancouver le 13 octobre 2020 et s'est terminé le 10 décembre suivant. La première saison comprend six épisodes, les deux premiers épisodes étant diffusés le 16 juillet 2021,,, suivis d'un nouvel épisode chaque vendredi suivant.

## Épisodes

### Première saison (2021)
La diffusion de la première saison a débuté le 16 juillet 2021, et comprend six épisodes d'environ 30 minutes.
1. Schmigadoon ! (Schmigadoon!)
2. Querelle d'amoureux (Lovers' Spat)
3. Traversons ce pont (Cross That Bridge)
4. Soudain (Suddenly)
5. Du grabuge (Tribulation)
6. Comment on change (How We Change)

### Deuxième saison (2023)
Elle est diffusée depuis le 5 avril 2023.
1. Bienvenue à Schmicago (Welcome to Schmicago)
2. Chemin de nulle part (Doorway to Where)
3. Bling et Pipeau (Bells and Whistles)
4. Quelque chose de vrai (Something Real)
5. Une star éternelle (Famous as Hell)
6. Fini pour de bon (Over and Done)